# 大塘乡 (余干县)
大塘乡，是中华人民共和国江西省上饶市余干县下辖的一个乡镇级行政单位。

## 行政区划
大塘乡下辖以下地区：
幸福村、江家山村、陈家塘村、和平村、胜利村和同心村。